# Lepidium capitatum
Lepidium capitatum är en korsblommig växtart som beskrevs av Joseph Dalton Hooker och Thomas Thomson. Lepidium capitatum ingår i släktet krassingar, och familjen korsblommiga växter. Inga underarter finns listade i Catalogue of Life.